# Criteria Studios

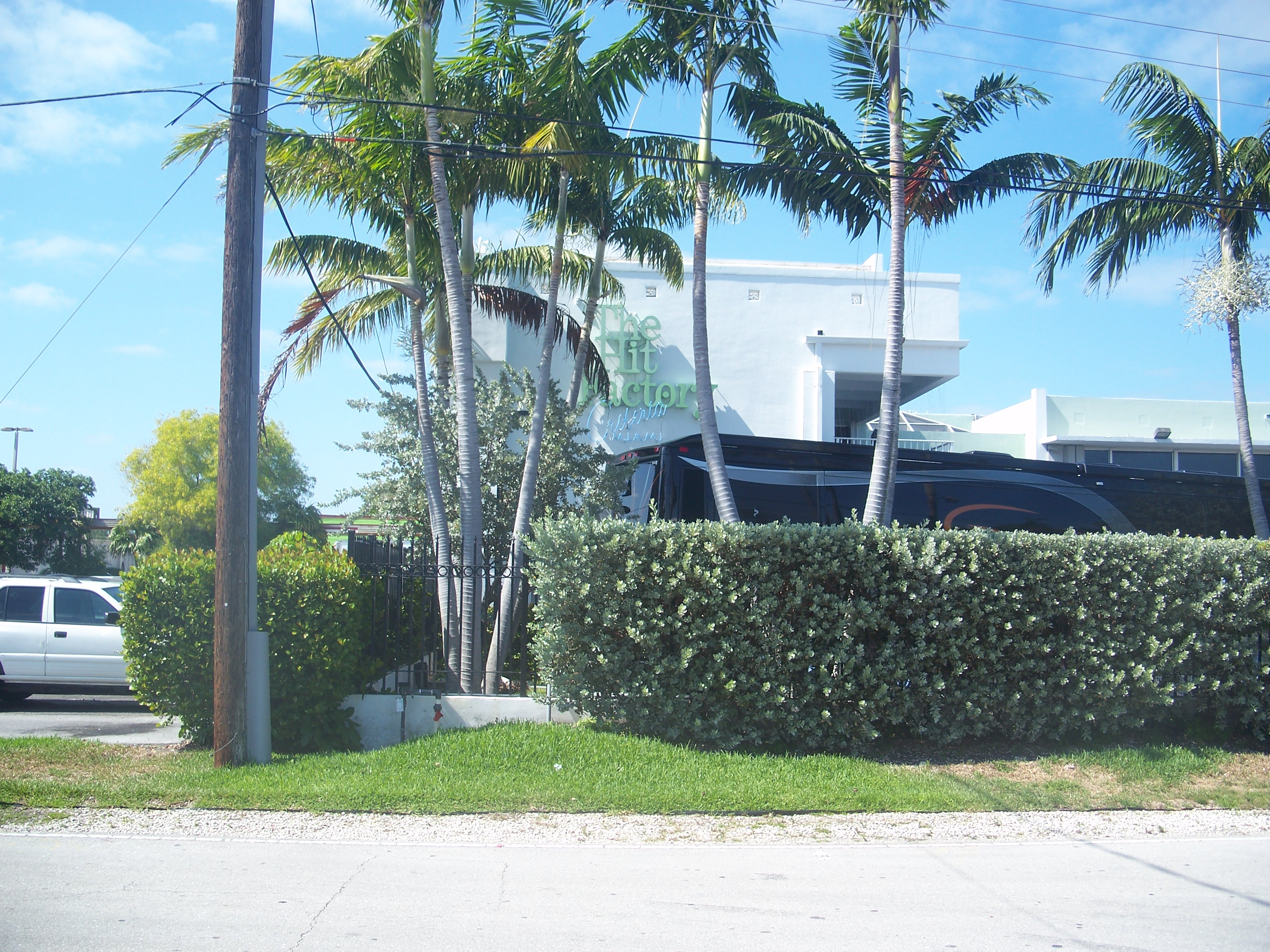
Criteria Studios (The Hit Factory Criteria Miami) op 1755 NE 149th St. Miami, Florida 33181 in 2011

Criteria Studios is een geluidsstudio in de Amerikaanse stad Miami (Florida), die opgericht werd in 1958 door muzikant Mack Emerman (geboren  als Maxwell Louis Emerman; 1923–2013). De studio werd bekend van vele succesvolle opnames, hoofdzakelijk uit de jaren 70.

## Geschiedenis
Verschillende artiesten en producenten hebben de Criteria gedurende de jaren gebruikt. Er zijn om en nabij 250 gouden of platina singles en albums opgenomen, waaronder "Layla", "I Got You (I Feel Good)" en Eat a Peach, evenals delen van Hotel California en Rumours. Atlantic Records maakte via Tom Dowd, een van de opnametechnici/producers van het label, regelmatig gebruik van de studio's om hun eigen artiesten op te nemen. De Bee Gees waren ook regelmatig in de Criteria Studios te vinden om hun successen uit de jaren zeventig en tachtig op te nemen. In 1999 kocht The Hit Factory de Criteria Studios, om deze in een nieuw jasje te steken en te heropenen onder de nieuwe naam The Hit Factory Criteria Miami.

## Bekende artiesten
Artiesten die hun singles en/of albums hier hebben opgenomen zijn:
- 2 Live Crew
- 10,000 Maniacs
- ABBA
- AC/DC
- Adele
- Aerosmith
- AGNEZ MO
- Alejandro Sanz
- The Allman Brothers
- Andy Gibb
- Aretha Franklin
- Austin Mahone
- Bee Gees
- Bertín Osborne
- Billy Joel
- Black Sabbath
- Bob Dylan
- Bob Marley
- Bob Seger
- Bootsy Collins
- Brandy
- Brook Benton
- Candy
- Charred Walls of the Damned
- Chicago
- Comateens
- Crosby, Stills and Nash
- David Bowie
- Derek and the Dominos
- Donny Hathaway
- Drake
- Dr. Dre
- Eagles
- Eric Clapton
- Expose
- Fleetwood Mac
- Firefall
- Gang of Four
- Gloria Estefan
- Grand Funk Railroad
- Ivano Fossati
- Jackie Gleason
- Jaco Pastorius
- James Brown
- Joe Cocker
- Joe Vitale
- John Cougar Mellencamp
- John Denver
- Julio Iglesias
- Justin Bieber
- Lenny Kravitz
- Less Than Jake
- Lil Wayne
- Lynyrd Skynyrd
- Manassas
- Mariah Carey
- Marilyn Manson
- Meat Loaf
- Mink DeVille
- Michael Jackson
- Nicki Minaj
- The Nails
- N.O.R.E.
- Pat Martino[3]
- R.E.M.
- R. Kelly
- The Beach Boys
- The Romantics
- Soda Stereo
- Will to Power
- Wishbone Ash
- Yngwie J. Malmsteen